# کناک روزلار
کناک راندستاد روزلار (انگلیسی: Knack Randstad Roeselare) باشگاه والیبال مستقر در روزلار، بلژیک است. این تیم در لیگ برتر بلژیک و لیگ قهرمانان والیبال اروپا بازی می کند.